# 結核の歴史

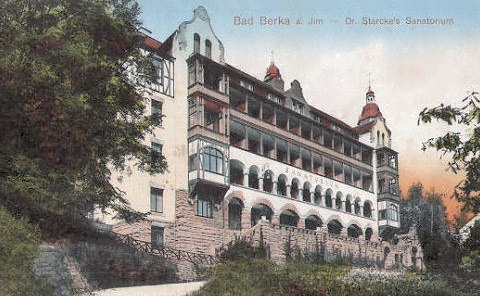
サナトリウム

結核の歴史（History of tuberculosis）においては、consumption（消耗）、phthisis、白疫病としてさまざまな名前で知られてきた。原因となる結核菌は、同属であるマイコバクテリウムの、さらに原始的な生物に由来するものであると知られている。ヒト結核の歴史は、2014年にペルー南部の遺跡から再構築された結核ゲノムのDNA研究によって、6000年未満であることが示唆されている。

## 世界
結核は太古より存在する病気として知られ、中国・インド・ギリシャ・メソポタミアなど、文字を有した文明の様々な記録から、結核は有史以来人類社会に蔓延した感染症であったことが確認できる。
考古学的にも、発掘調査で出土した紀元前5000年頃の人骨に結核菌に似た菌が検出され、2008年にイスラエル沖で発見された紀元前7000年頃の2体の人骨からも、結核痕跡が確認されている。また、紀元前1000年ころのエジプト第21王朝のミイラには、骨の結核である脊椎カリエスの認められる遺体がある。2009年末、エルサレムで発見された1世紀前半の男性の骨から結核菌とらい菌のDNAが見つかり、イエス・キリストの時代のエルサレムの上流階級では結核がかなり流行していたことが確認された。1972年に発見された中国長沙市郊外の馬王堆遺跡の1号墳に埋葬された紀元前2世紀の女性のミイラからは結核病変を確認しており、中国後漢末の武将で三国志の英雄曹操も死因は結核だといわれる。また、2006年に韓国南部の勒島（ヌクト）の遺跡から出土した若い女性の人骨の脊椎3か所にカリエスを発見した。
ポーランドの音楽家で「ピアノの詩人」といわれたフレデリック・ショパンや『嵐が丘』で知られるエミリー・ブロンテも結核で亡くなっている。

### 近代

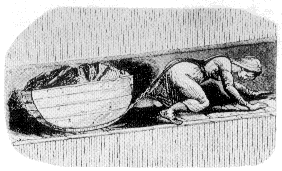
産業革命期イギリスの炭坑で働く少年労働者（18世紀）

結核は、産業革命後に「世界の工場」と呼ばれて繁栄したイギリス帝国で大流行した。最も繁栄を謳歌していたはずの1830年ころのロンドンでは5人に1人が結核で死亡し、1841年の結核死亡率も人口10万人あたり290人という極めて高い水準にあった。
労働者は賃金が低く抑えられていたうえに、1日15時間もの長時間労働が一般的であった。また、急激な都市への人口集中によってスラムが形成され、人々は生活排水をテムズ川などの河川に投棄し、その川の水を濾過して飲料水とするなど、生活環境も劣悪であった。過労と栄養不足が重なり、抵抗力が弱まったことから結核菌が増殖し、非衛生的な都市環境がそれに拍車をかけたものと考えられる。その後イギリスでは、近代化に伴うインフラ整備や生活水準の向上、BCG集団接種や化学療法の確立により、19世紀後半から継続して減少した。
産業革命が各国へ拡大・普及するにつれ、結核はイギリス発で世界各地へ広がることともなった。明治初頭、日本からイギリスへ派遣された留学生がそこで結核にかかり、学業半ばで帰国したり、亡くなったりするケースも多かった。
病理学的には、紀元前5世紀にはヒポクラテスが、"φθίσις(phthísis)"の名で42例の症例を紹介しているが、19世紀に至るまで、"φθίσις(phthísis)"が意味する「消耗病(英語: consumption, ドイツ語: Schwindsucht)」と、その現象だけで語られていた。1830年代、医学・解剖学の進展により、この死亡者の肺に小さな瘤が見られることがわかり、19世紀半ばにラテン語で"tuberculosis"("tuberculum";"tuber"(瘤・しこり)の指小語+"-osis"(症状))と名づけた。1882年3月24日、細菌学者ロベルト・コッホは、その病原体として結核菌を発見した。
19世紀初頭には、結核が伝染性であること、冷涼新鮮な空気と栄養の豊富な食事によって自然治癒力が高まることが意識され、19世紀後半、原因療法にさきがけ、隔離を兼ねた転地療法であるサナトリウムにおける対処療法が確立した。
20世紀初頭、フランスのパスツール研究所の研究者であったアルベール・カルメットとカミーユ・ゲランが、ヒトに対し病原性を有しないウシ型結核菌の強毒株の一つであるNocard株を13年間(231代)継代培養してBCGの元になる菌株を作製、1921年にパリにおいて、母乳に混ぜて乳児に経口的に投与され、乳児結核症に対して著明な予防効果を示したことから世界的に注目され、各国に配布されて、BCGが結核予防のための弱毒生菌ワクチンとして利用されるようになり、予防法が普及した。
1943年、セルマン・ワクスマンらによって結核に効果のある初めての抗生物質であるストレプトマイシンが発見され、治療法が格段に進歩した。
21世紀においても、未だ結核は人類が克服していない感染症である。全世界では年間1,000万人以上が新規に罹患し、そのうち1.5割程度が死亡しているとされ、主要な再興感染症の一つとして国際的な取り組みが継続している。先進国においては、開発途上国で生まれ育った人々が移民や難民として流入してから結核を発病する例が増加しており、欧米主要国の新発生罹患者の過半数を占めている。

## 日本
| 年   | 人口(千人) | 既感染数(千人) | 既感染(%) |
| ---- | ---------- | -------------- | --------- |
| 1940 | 73,075     | 41,861         | 57.3      |
| 1945 | 71,998     | 41,014         | 57.0      |
| 1950 | 84,115     | 47,395         | 56.3      |
| 1955 | 90,077     | 49,152         | 54.6      |
| 1960 | 94,302     | 49,232         | 52.2      |
| 1965 | 99,209     | 48,557         | 48.9      |
| 1970 | 104,665    | 47,116         | 45.0      |
| 1975 | 111,940    | 45,541         | 40.7      |
| 1980 | 117,060    | 43,322         | 37.0      |
| 1985 | 121,049    | 40,887         | 33.8      |
| 1990 | 123,611    | 38,327         | 31.0      |
| 1995 | 125,570    | 35,565         | 28.3      |
| 2000 | 126,926    | 32,566         | 25.7      |
| 2005 | 127,768    | 29,454         | 23.1      |
| 2010 | 127,176    | 25,956         | 20.4      |
| 2015 | 125,430    | 22,094         | 17.6      |
| 2020 | 122,735    | 18,021         | 14.7      |
| 2025 | 119,270    | 14,178         | 11.9      |
| 2030 | 115,224    | 10,686         | 9.3       |
| 2035 | 110,679    | 7,703          | 7.0       |
| 2040 | 105,695    | 5,578          | 5.3       |
| 2045 | 100,443    | 4,194          | 4.2       |
| 2050 | 95,152     | 3,286          | 3.5       |
| 2055 | 89,930     | 2,635          | 2.9       |

日本においては、欧州での大流行から1世紀遅れた江戸時代末期から明治期にかけて、結核は国民病・亡国病とまで言われるほど猛威をふるった。日本では、明治初期まで肺結核を称して労咳（癆痎、ろうがい）と呼んだ。新選組の沖田総司、幕末の志士高杉晋作はともに肺結核のために病死した。正岡子規も結核を病み、喀血後、血を吐くまで鳴きつづけるというホトトギスに自らをなぞらえて子規の号を用いた。陸奥宗光、石川啄木、樋口一葉、立原道造、堀辰雄、高山樗牛、国木田独歩、竹久夢二、長塚節、中原中也、新美南吉、梶井基次郎、瀧廉太郎、佐伯祐三、新島襄なども結核で亡くなっている。昭和天皇の弟でスポーツ振興に尽くした秩父宮雍仁親王の1953年（昭和28年）の死去も、死因は結核といわれている。
第二次世界大戦後になって、結核予防法（昭和26年3月31日法律第96号）が制定され、抗生物質（ストレプトマイシン）を用いた化学療法の普及などによって著しく減少した。

### 古代日本
日本における最古の結核症例は、鳥取県鳥取市に所在する弥生時代の考古遺跡青谷上寺地遺跡の発掘調査で検出した5,000体中の2点の脊椎カリエスの進行した人骨である。縄文時代の遺跡出土の人骨からは、結核痕跡が確認されていないので、現在のところ、日本列島における結核はアジア大陸から渡来した人びとによってもたらされたものと考えられる。平安時代、清少納言は『枕草子』のなかで「胸の病」について書き記しており、紫式部の『源氏物語』でも紫の上が胸の病を患い、光源氏が悲しむさまが描かれている。神奈川県鎌倉市の由比ヶ浜南遺跡からは、1333年の新田義貞の鎌倉攻め（元弘の乱）の戦没者とみられる人骨が多数確認されているが(由比ヶ浜南遺跡の人骨は調査により合戦死のものではないことが判明している。同項目参照。合戦死と見られているのは稲村ケ崎の人骨)、このなかの1体よりカリエスにより変形した肋骨と結核菌DNAとを検出した。50歳前後の男性と推定されている。

### 近現代の日本
日本で最初に結核に関する統計調査が行われたのは1899年（明治32年）である。同年の日本の人口1万人あたりの死亡者数は15.29人であったが、大正時代にかけて徐々に増加し、おおむね20から23人の間を上下した。1934年（昭和9年）に結核で死亡した者は13万1525人であり、患者数は131万5250人となっている。これは全人口の2%、当時の10世帯あたり1人の割合で患者がいる計算であった。
特に犠牲がひどかったのは、紡績工場で働く女工と北海道でのタコ部屋労働者であった。たとえば、製糸業が盛んで多くの女工を抱えた福井県においては、1920年の15歳女性の結核死亡率は人口10万人あたり763人にまで達した。細井和喜蔵の『女工哀史』にみられるように、ここでも長時間労働や深夜業による過労・栄養不足や集団生活が大きな原因となっているが、糸の保護のため湿度が高い工場内の環境も結核菌の増殖をもたらした。
日本における結核による死者のピークは、スペインかぜ流行下の1918年であり、このときの結核死亡率は人口10万人あたり257人であった。その後結核死亡率は減少するが、1930年代の十五年戦争による戦時体制下においては、徴兵されて狭い兵舎で集団生活を送る若い男性を中心に結核が蔓延し、再び上昇に転じる。
日本では1889年に兵庫県須磨村（現在の神戸市須磨区）に最初の結核療養所である須磨浦療病院（現在の須磨浦病院）が創設され、1911年には有志のクリスチャン医師らによって日本白十字会が設立され、結核回復者らが自然療養社を設立して療養の指導と実践を唱導するなど、結核予防のための民間運動が早くから行われていた。政府や自治体も結核に対する施策が行われており、東京府は1931年に結核専門病院として、清瀬村（現・清瀬市）に府立清瀬病院を開業した。政府も1914年肺結核療養所の設置及国庫補助に関する法律及び1919年同法を吸収する結核予防法(旧)を制定し、補助金等の支援をしていた。しかしながら、国立結核療養所官制の公布はようやく1937年になってからのことで、それによって茨城県那珂郡に国立としては初の結核療養所として村松晴嵐荘（現・国立病院機構茨城東病院）が設置された。
1942年には工場法施行規則が改定され、結核予防を目的とした健康診断の実施が工場主に義務付けられた。これは現在の労働安全衛生法による健康診断に引き継がれている。1935年から1950年までの15年間、日本の死亡原因の首位は結核であり、「亡国病」とも称され恐れられた。
第二次世界大戦が終結し、戦時下の混乱期からの脱出、栄養状態の改善、公衆衛生の発達、抗結核薬の普及といった要因により、1948年までに結核患者の死者数はようやく減少に転じた。
1951年には労働者のみならず、全国民に向けた予防施策に関する結核予防法が制定され、従来の隔離治療等に加え、BCGの予防接種の推進等が定められた。同法は2007年に、感染症法（BCGについては予防接種法）へ統合された。
| 年   | 1900 | 1910 | 1920 | 1930 | 1940 | 1947-1950 | 1951-1952 | 1953 | 1954 | 1955-1956 | 1960 | 1965 | 1970 | 1975 | 1980     |
| ---- | ---- | ---- | ---- | ---- | ---- | --------- | --------- | ---- | ---- | --------- | ---- | ---- | ---- | ---- | -------- |
| 順位 | 2位  | 2位  | 3位  | 3位  | 1位  | 1位       | 2位       | 4位  | 3位  | 4位       | 7位  | 7位  | 8位  | 10位 | 10位未満 |

1997年には、新規発生結核患者数が38年ぶりに、罹患率が43年ぶりにそれぞれ増加に転じ、1999年7月26日に当時の厚生省が「結核緊急事態宣言」を出す事態となっている。
このように結核は、長い間日本人の「国民病」であった。死亡率は往時の1⁄100以下にまで減少しているが、2018年の結核罹患者数は10万人あたり12.3人と、10万人あたり10人未満に抑えられている欧米の先進国と比べ高い水準にあったことから、中蔓延国として分類される時代が戦後70年以上続いた。日本が結核の低蔓延国として分類されるようになったのは、10万人あたりの罹患者数が9.2人となった、2021年（令和3年）のことである。

## 文学への影響
結核については、徳富蘆花の『不如帰』、堀辰雄の『風立ちぬ』『菜穂子』、久米正雄の『月よりの使者』、トーマス・マンの『魔の山』など、結核患者やそれをめぐる人間関係、サナトリウムでの生活を題材、舞台にした小説も多い。
また、自身も結核で療養した経験のある横溝正史は「探偵小説作家には結核療養中に読書に励み、このジャンルにはまって成った人が結構いる。」と、そういった逸話のある作家にヴン・ダイン（原文ママ）、クロフツ、ビガースなどを上げている。ただし横溝本人は結核以前から探偵小説作家であるため、逆に療養中は落ち着くため探偵小説を読まないようにしたという。